# Корнилій Срочинський
о. Корнилій Срочинський ЧСВВ (пол. Korneliusz Sroczyński; у хрещенні Григорій; 17 листопада 1731, Сілиська, Перемишльська земля — 21 березня 1790, Лаврів) — український  церковний діяч, василіянин, місіонер, проповідник і письменник, літописець; ігумен монастирів в Угорниках, Кристинополі й Лаврові, секретар Руської провінції, консультор Галицької провінції.

## Життєпис
Григорій Срочинський народився 17 листопада 1731 року в Сілиськах, у Перемишльській землі, правдоподібно в шляхетській сім'ї, був сином Симеона і Анни. Відбув курс філософії в Перемишльській єзуїтській колегії, звідки почерпнув знамените знання латини. 15 серпня 1754 року вступив у Добромилі до Василіянського Чину. Після складення вічних монаших обітів (14 вересня 1755) був призначений до Львівського монастиря святого Юрія, де вивчав богослов'я. Там також отримав священничі свячення 29 червня 1756 року з рук унійного львівського єпископа Льва Шептицького. Після завершення студій 29 серпня 1759 року призначений місіонарем у василіянському монастирі в Замості. Від березня 1764 року був ігуменом монастиря в Угорниках біля Отинії (Галицька земля). У липні того ж року довершив літургійну фундацію (500 злотих в золоті), пов'язану з вівтарем святого Василія Великого в Бучацькому монастирі.
27 березня 1766 року призначений ігуменом і префектом місії в Кристинополі (Белзьке воєводство). Там розпочав письменницьку працю; першим його твором був правдоподібно опублікований анонімно «Katechizm krótko zebrany […] na misjach Zakonu S. Bazylego Wielkiego…» (Львів 1768). У лютому 1770 року під час візитації монастиря протоігуменом Інокентієм Матковським отримав доручення написати методичний підручник для василіянських народних місіонерів. Виконав її ще того самого року, але праця під назвою «Methodus peragendi missiones apostolicas in provincia Ruthena O. S. Basilii Magni» вийшла друком у Почаєві щойно 1772 року разом із черговим виданням катехизму. Під час приготування підручника Срочинський зібрав у один збірник «Sermones sacri» тексти проповідей, переважно власних, але також інших авторів, усі польською мовою, за винятком однієї, написаної на місцевому народному діалекті української мови з багатьма полонізмами (рукопис у Museum and Archives of Basilian Fathers, Mundare, Alberta, Canada).
Отець Корнилій Срочинський був у пошані у власника Кристинополя київського воєводи Францішка Салезія Потоцького, котрий довірив йому керівництво фундацією, призначеною на будівництво його коштом з 1771 року василіянського монастиря і церкви. Зі своїм завданням Срочинський справився добре, доклав багато зусиль у справу завершення будівництва і вже після смерті фундатора організував посвячення нових будівель (1775). Для парафіян заснував церковні братства під покровом Непорочної Діви Марії і святого Онуфрія та школу для дітей, для братств та для монастирської церкви вистарався від Апостольської Столиці відпусти. Спеціально для братства святого Онуфрія опрацював книжечку про його покровителя, видану в 1773 році у львівських францисканців накладом 1000 примірників, присвячену синові фундатора Станіславу Щенсному Потоцькому, уклав у ній, окрім служби святому і літанії до святого, його життєпис і кілька пісень власного авторства польською і українською мовами (між іншим нав'язуючи, мабуть, до недавнього поділу Речі Посполитої пісню «O, Ojczyzno niespokojna! Głód, powietrze, ogień, wojna…») У Кристинополі опрацював о. Корнилій Срочинський ще 20 різних книг, що задокументували справи монастиря і церкви (інвентарі, каталоги: бібліотечний і архівний, книги братств, майнові реєстри, фінансові книги, деякі з них тепер у ЦДІАУЛ в 684 фонді, оп. 1, спр. 3067), а щонайважливіше написав «Dziejopis monasteru krystynopolskiego zakonu S. Bazylego Wielkiego, rozpoczęty w r. 1766» (рукопис у ЛНБ ім. Стефаника, фонд 3, спр. 802), Метрику померлих отців і братів наших… з 1767 року, та «Diariusz fabryki murowanej, cerkwi i klasztoru krystynopolskiego…, prowadzony od r. 1771».

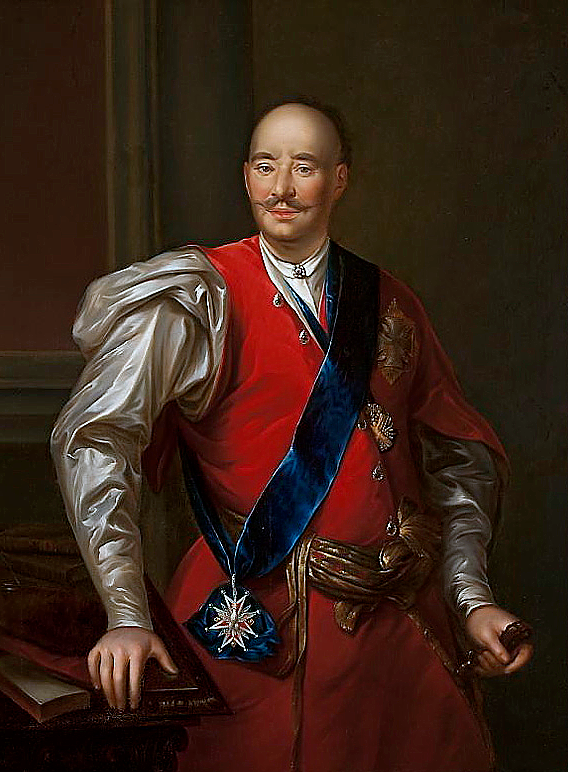
Францішек Салезій Потоцький, фундатор Кристинопільського монастиря оо. василіян

Велику історичну вартість має «Dziejopis…», що містить не лише історію кристинопільської фундації і Чину, але й запис подій на дворі Потоцьких і в Речі Посполитій, багато інших речей, також віршів Срочинського, присвячених дружині фундатора Анні і його синові Щенсному. Оскільки до кристинопільського двору дійшли відомості, що Срочинський описав також історію викрадення і вбивства дружини сина Францішка Потоцького Гертруди з Коморовських (відважився врешті зробити це лише по смерті воєводи), діючи від імені Щенсного Потоцького Адам Понінський та дворянин Кароль Сєраковський увірвалися в монастир, під дулами пістолів змусили віддати книгу, і всупереч протестам автора, чорнилом замалювали деякі речення, а частину аркушів взагалі вирізали. Після 1787 року «Dziejopis…» продовжив о. Ампліят Крижановський. З цієї праці були опубліковані лише фрагменти. Опис смерті і похоронних церемоній Францішка Селезія Потоцького під назвою «Pogrzeb magnata w XVIII wieku» був опублікований у часописі «Dziennik Polski» (R. 16: 1883 nr 159). Відомість про уманську різню мав намір опублікувати Людвік Зєлінський у 1837 році у Львові, але готовий друк не пропустила австрійська цензура, з'явилася щойно в «Przegląd Dziejów Polskich» (Poitiers, R. 3: 1839); знову видали статтю о. Аристарх Крижановський, ЧСВВ і Михайло Грушевський під назвою «Okrucieństwo w Umaniu na Ukrainie» (Записки НТШ, Р. 13: 1904, т. 57).
На капітулі Провінції Покрови Пресвятої Богородиці, що відбулася в Уневі з 25 липня до 15 серпня 1776 року вибрали Срочинського на секретаря провінції. У зв'язку із цим залишив 24 вересня того року попередній уряд. Як секретар опрацював два «Обіжні листи», підписані протоігуменом о. Йосифом Моргульцем видрукувані в Почаєві (7 лютого 1777) і Загорові (15 листопада 1778). У 1778 році візитував монастирі провінції. Наступного року виїхав до Відня з метою отримання дозволу від імператириці Марії Терезії на утворення нової галицької провінції Чину, і можливо, у справі обсадження єпископської катедри у Львові після смерті митрополита Льва Шептицького. Побут у Відні використав Срочинський для покупки книг до бібліотеки монастиря в Кристинополі. На генеральній капітулі в Тороканах (21 липня — 31 вересня 1780 року) було довершено реорганізацію структури Василіянського Чину з метою пристосування її до нових політичних кордонів; Срочинського обрано на цій капітулі консультором (радником) нової провінції Найсвятішого Спасителя (Галицької) та призначено ігуменом Лаврівського монастиря. Уряд ігумена лаврівського перебрав 2 травня 1781. У Лаврові опрацював наступні хронікарські праці: Історію Лаврівського монастиря ЧСВВ від XIII до XVIII ст., «Actorum monasterii Lauroviensis» (Liber 1–2), «Liber privilegiorum et inscriptionum monasterii Lauroviensis a saec. XIII», «Privilegia fundationis monasterii Lauroviensis OSBM 1291—1767» та «Spis praw Laurowskiego Monasteru». Часто виїздив з монастиря, покликаний до справ, пов'язаних з керуванням провінцією. Повторно призначений на ігумена лаврівського 22 грудня 1784 року. У березні 1788 року завершив о. Срочинський «Catalogus libror[um] Bibliothecae Lauroviensis…» (рукопис в ЛНБ ім. Стефаника) i 14 травня того ж року завершив каденцію ігумена, отримавши призначення на сповідника.
Помер у Лаврівському монастирі 21 березня 1790 року.